# Noa Essengue
Noa Essengue (* 18. Dezember 2006) ist ein französischer Basketballspieler.

## Werdegang
Essengue wurde im Jugendbereich des Vereins Orléans LB ausgebildet, im September 2021 wechselte er ans französische Leistungszentrum INSEP und kam im Herrenbereich in der dritthöchsten Spielklasse des Landes, Nationale 1, zum Einsatz.
Er verließ INSEP 2023 vorzeitig, um ins Profilager zu wechseln. Essengue wurde von ASVEL Lyon-Villeurbanne umworben, entschloss sich aber, ein Angebot des amtierenden deutschen Meisters Ratiopharm Ulm anzunehmen. Seinen ersten Einsatz im Profibereich erhielt der Franzose Anfang Oktober 2023 in einem Spiel des europäischen Vereinswettbewerbs EuroCup.
In Ulm spielte Essengue fortan mit einer Doppellizenz sowohl in der ersten Bundesliga bei Ratiopharm Ulm als auch in der 2. Bundesliga ProB bei der OrangeAcademy. Mit dem Beginn des Spieljahres 2024/25 nahm er in Ulms Bundesliga-Mannschaft eine weitaus wichtigere Rolle ein als in der Vorsaison. Mitte Oktober 2024 erzielte er in einem Freundschaftsspiel gegen die Portland Trail Blazers 20 Punkte. Das geschah im ersten in den Vereinigten Staaten ausgetragenen Duell einer deutschen Mannschaft gegen einen NBA-Vertreter. 2025 zog er mit Ulm in die Endspielserie um die deutsche Meisterschaft ein, verließ den Bundesligisten aber noch vor deren Ende, um beim Draftverfahren der NBA anwesend zu sein. Dort wählten die Chicago Bulls ihn an zwölfter Stelle aus.

### Nationalmannschaft
Essengue war 2022 Mitglied von Frankreichs U16-Nationalmannschaft bei der Europameisterschaft dieser Altersklasse und gewann die Bronzemedaille. Bei der U18-EM 2023 wurde er mit Frankreich Vierter. Im Oktober 2024 wurde er erstmals in die A-Nationalmannschaft berufen und bestritt für diese im November 2024 gegen Zypern sein erstes Länderspiel.